# Пешенг
Пешенг (перс: پَشَنْگ) — это имя двух отдельных персонажей персидской мифологии.

## История
Согласно эпосу Фирдоуси «Шахнаме» , он из рода Тура, сына Ферейдуна и отца Афрасиаба. Он был правителем Турана. В Тарихнаме Балами он сын Гайомарта, первого царя в мире, убит демонами. В некоторых рукописях имя пишется Хушанг.